# Leftfield
Leftfield is een Britse danceact die werd opgericht in 1989 door Neil Barnes en Paul Daley. De groep was in de jaren negentig populair en is met name bekend om singles Not forgotten, Open up en Song of life en het album Leftism. Ook werd hun muziek veel gebruikt in films. De muziek is onder andere te horen in de films Trainspotting, The Beach, Lara Croft: Tomb Raider en Vanilla Sky. Het duo ging in 2002 uit elkaar maar Neil Barnes opereert sinds 2010 solo onder deze naam.

## Oprichting

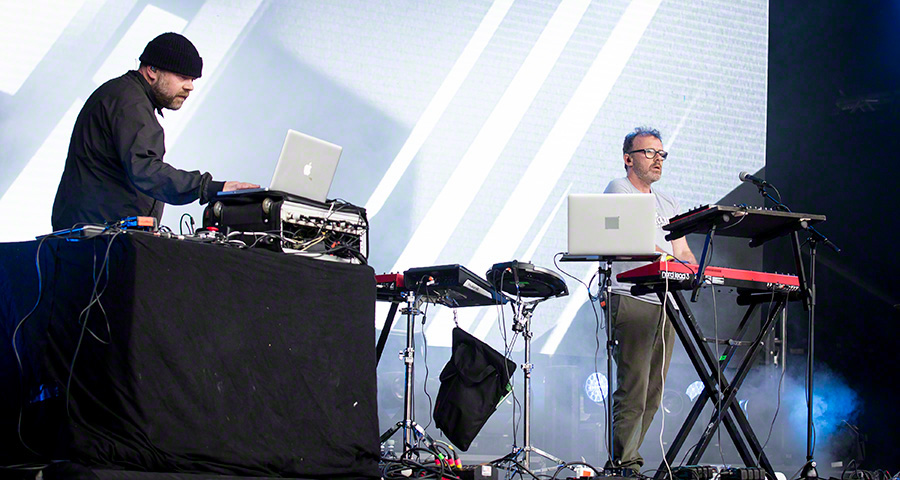
Leftfield, 2016

Leftfield begon als een project van Neil Barnes. In de jaren tachtig was hij in verschillende hoedanigheden actief in de punkscene. In 1989 besloot hij mee te gaan met de opkomst van elektronische muziek. Hij produceerde de single Not forgotten. De single werd opgemerkt door het blad mixmag en benoemd als een zeer vernieuwende plaat. De single die volgde, was More than I know (1991). Voor de B-kant van de single werd een remix gemaakt van Not forgotten door Paul Daley, die dan nog lid was van de band A Man Called Adam. Het klikte echter zo goed tussen Barnes en Daley zodat de twee besluiten samen verder te gaan als Leftfield.
Door problemen met het Rhythm king-label kon er tot in 1992 een tijd niets worden uitgebracht. Toen verschenen de singles Release the pressue en Song of life. Vooral de tweede was erg populair in de opkomende progressive-house-stroming. Zo werd het nummer in 1994 als opener gebruikt voor de Renaissance- compilatie van Sasha en John Digweed. Een bewerkte ambientversie van hun nummer, genaamd Fanfare of life, stond op de eerste cd van Café del Mar. Verder maakten ze vele remixen. Zo werden tracks van Depeche Mode en David Bowie bewerkt. Ook werkten ze mee aan de albumversie van het nummer Intoxication van React 2 Rhythm en een singleversie van het nummer Hallelujah van Inner City.

## Leftism
De ambities van Leftield strekten echter nog verder. Het duo begon te werken aan een echt artiestenalbum. Een voorproefje daarvan was de single Open up (1993). Door hun contacten in de punkwereld kregen ze Sex Pistols-zanger John Lydon bereid om het nummer van zang te voorzien. Anderhalf jaar later, in het voorjaar van 1995, lag het album Leftism in de winkels. De media was bijzonder enthousiast. Het werd genomineerd voor de Mercury Music Prize en werd in 1998 door Q magazine genoemd als een van de invloedrijkste Britse albums. Het album verkocht miljoenen stuks en de singles Original en Afro-left werden hits in eigen land. In 1996 maakte de band ook het nummer A Final hit voor de film Trainspotting. In 1997 vroeg de Conservative Party of een track van hen gebruikt mocht worden voor de campagne. Dat werd geweigerd.

## Rhythm & Stealth
De opname van het tweede album ging zeer moeizaam. Het duo had het zwaar om aan de verwachtingen te kunnen voldoen. In 1999 kwam dan eindelijk Rhythm & Stealth uit. Op het album staan bijdragen van artiesten als Roots Manuva en Afrika Bambaataa. Het album werd als een aardige consolidatie van de band gezien. De verkoopcijfers overtroffen die van de voorganger in ruime mate. De band ging weer op tournee, maar kreeg daar met negatieve publiciteit te maken omdat het geluid te hard werd bevonden. Bij het optreden in Amsterdam werd de geluidsman daarvoor opgepakt. Barnes en Daley boden hiervoor hun excuses aan.

## Uiteenvallen
In 2000 maakte Leftfield zijn laatste track met Snakeblood voor de film The Beach. In 2002 maakte de groep bekend te gaan stoppen. Ze gaven aan dat de koek op is en solo verder te willen gaan. Als afscheid was er de single Planet of the phatbird. Deze single was een mashup van het nummer Phat planet en Bird of prey van Fatboy Slim, die live tijdens een dj-set van Fatboy Slim in Brighton werd opgenomen.

## Herstart
Vanaf 2010 treedt Neil Barnes weer op als Leftfield. Dit bleef hij echter in zijn eentje doen omdat Paul Daley geen zin had om de groep nieuw leven in te blazen. Wel werd hij bijgestaan door engineer Adam Wren. Hij produceerde het album Alternative Light Source, dat in juni van 2015 uitkwam. Een week voor de release werden de tracks via Twitter bekendgemaakt aan de fans. Het album bevatte weer enkele gastbijdragen. Een grote rol was er voor Polica zangeres Channy Leaneagh. Ook Sleaford Mods, Tunde Adebimpe en Ofei waren te gast. De eerste single werd Universal Everything, die Neil samen met zijn dochter Georgia Barnes maakte.

## Discografie

### Albums
- Leftism (1995)
- Rhythm & Stealth (1999)
- Stealth remixes (1999)
- A Final Hit: Greatest Hits (2005)
- Alternative Light Source (2015)

### Singles
- "Not forgotten" (1990)
- "More than I know" (1991)
- "Release the pressure" (1992)
- "Song of life" (1992)
- "Open up" (1993)
- "Original" (1995)
- "Afro-left" (1995)
- "Release the pressure" (1996)
- "Afrika shox" (1999)
- "Dusted" (1999)
- "Swords" (2000)
- "Planet of the phatbird" (2002)
- "Universal Everything" (2015)
- "Bilocation" (2015)